# Großer Preis von Kanada 2014
Der Große Preis von Kanada 2014 (offiziell Formula 1 Grand Prix du Canada 2014) fand am 8. Juni auf dem Circuit Gilles-Villeneuve in Montreal statt und war das siebte Rennen der Formel-1-Weltmeisterschaft 2014.

## Bericht

### Hintergrund
Nach dem Großen Preis von Monaco führte Nico Rosberg in der Fahrerwertung mit vier Punkten vor Lewis Hamilton und mit 61 Punkten vor Fernando Alonso. In der Konstrukteurswertung führte Mercedes mit 141 Punkten vor Red Bull-Renault und mit 162 Punkten vor Ferrari.
Beim Großen Preis von Kanada stellte Pirelli den Fahrern die Reifenmischungen P Zero Soft (gelb) und P Zero Supersoft (rot) sowie für Nässe Cinturato Intermediates (grün) und Cinturato Full-Wets (blau) zur Verfügung.
Es gab zwei DRS-Zonen, die erste Zone begann nach der Pits Hairpin, genau 55 Meter vor der darauffolgenden Vollgas-Kurve. Die zweite Zone befand sich auf der Start-Ziel-Geraden und begann 70 Meter nach der letzten Kurve. Für beide DRS-Zonen gab es, genau wie beim Saisonauftakt in Australien, nur einen Messpunkt, so dass bei einem erfolgreichen Überholmanöver in der ersten Zone der dann vorausfahrende Fahrer in der zweiten Zone das DRS erneut verwenden durfte.
Kimi Räikkönen bestritt seinen 200. Grand Prix.
Jules Bianchi, Pastor Maldonado (jeweils vier), Valtteri Bottas, Marcus Ericsson, Kevin Magnussen und Adrian Sutil (jeweils zwei) gingen mit Strafpunkten ins Rennwochenende.
Mit Hamilton (dreimal), Räikkönen, Alonso, Jenson Button und Sebastian Vettel (jeweils einmal) traten fünf ehemalige Sieger zu diesem Grand Prix an.
Als Rennkommissare fungierten Derek Daly (IRL), Mike Kaerne (CAN), Radovan Novak (CZE) und Lars Österlind (SWE).

### Training
Im ersten freien Training erzielte Alonso die Bestzeit vor Hamilton und Rosberg. Alexander Rossi übernahm in diesem Training den Caterham von Kamui Kobayashi. Alle Fahrer fuhren ausschließlich auf der härteren der beiden Reifenmischungen und lagen innerhalb der 107-Prozent-Zeit. Es gab eine ganze Reihe von Verbremsern vor der Pont de la Concorde und der Pits Hairpin, zumeist resultierend aus Problemen mit der Abstimmung des Brake-by-Wire-Systems an der Hinterachse. Bianchi schlug mit seinem Marussia in die Streckenbegrenzungsmauer ein, dabei beschädigte er die Radaufhängung seines Wagens. Auch das Getriebe musste gewechselt werden. Daniel Ricciardo wurde von den Rennkommissaren verwarnt, nachdem er Maldonado in der Boxengasse überholt hatte.
Im zweiten freien Training fuhr Hamilton die schnellste Runde vor Rosberg und Vettel. Zu einer heiklen Szene kam es, als Sutil in der Schikane vor der Start-und-Ziel-Geraden auf den äußerst langsamen Magnussen auflief und nur durch das Benutzen des Notausgangs eine Kollision vermeiden konnte. Bianchi hatte nach dem Getriebewechsel in Folge seines Unfalls im ersten Training weitere technische Probleme und konnte nur drei Installationsrunden fahren. Er blieb, genau wie Ericsson, der einen Getriebeschaden erlitt, hinter der 107-Prozent-Zeit.
Im dritten freien Training blieb Hamilton vorne. Felipe Massa wurde Zweiter, Rosberg Dritter.

### Qualifying
Das Qualifying bestand aus drei Teilen mit einer Nettolaufzeit von 45 Minuten. Im ersten Qualifying-Segment (Q1) hatten die Fahrer 18 Minuten Zeit, um sich für das Rennen zu qualifizieren. Alle Fahrer, die im ersten Abschnitts eine Zeit erzielten, die maximal 107 Prozent der schnellsten Rundenzeit betrug, qualifizierten sich für den Grand Prix. Die besten 16 Fahrer erreichten den nächsten Teil. Hamilton war der schnellste Fahrer. Esteban Gutiérrez setzte keine Zeit und scheiterte damit an der Qualifikation. Ihm wurde erlaubt, aus der Boxengasse zu starten. Die Caterham- und Marussia-Piloten sowie Maldonado schieden aus.
Der zweite Abschnitt (Q2) dauerte 15 Minuten. Die schnellsten zehn Piloten qualifizierten sich für den dritten Teil des Qualifyings. Hamilton war erneut Schnellster. Die Force-India-Piloten sowie Sutil, Daniil Kwjat, Romain Grosjean und Magnussen schieden aus.
Der finale Abschnitt (Q3) ging über eine Zeit von zwölf Minuten, in denen die ersten zehn Startpositionen vergeben wurden. Rosberg erzielte die Bestzeit und damit seine insgesamt siebte Pole-Position vor Hamilton und Vettel.
Wegen eines Getriebewechsels erhielt Kobayashi eine Startplatzstrafe in Höhe von fünf Positionen.

### Rennen
Hamilton startete besser als Rosberg, wurde auf der Außenbahn in der ersten Kurve aber von Rosberg beinahe von der Strecke abgedrängt und fiel hinter Vettel auf Platz drei zurück. In der vierten Kurve verlor Chilton die Kontrolle über seinen Marussia und rutschte mit dem linken Vorderrad gegen das rechte Hinterrad seines Teamkollegen Bianchi. Bianchi drehte sich, schlug in der fünften Kurve in die Mauer ein und beschädigte das Auto stark. Chilton blieb mit einer gebrochenen Radaufhängung vorne links nach Kurve fünf stehen. Beide Fahrer schieden aus. Es war Chiltons erster Ausfall in der Formel 1. Das Safety-Car ging auf die Strecke, damit die Fahrzeuge geborgen werden konnten. Bevor das Rennen wieder freigegeben wurde, gab Ericsson das Rennen auf. Chilton wurde nach dem Rennen mit einer Startplatzstrafe in Höhe von drei Startplätzen beim folgenden Rennen belegt.
Beim Restart blieb Rosberg in Führung. Zwei Runden später fuhr Hamilton an Vettel vorbei auf die zweite Position. Er hatte zu diesem Zeitpunkt etwa zwei Sekunden Rückstand auf den führenden Rosberg. In der 18. Runde ging Rosberg als einer der letzten Fahrer aus der Spitzengruppe – jedoch vor Hamilton – zu seinem ersten Boxenstopp. Obwohl er in der Outlap einen kleinen Fehler machte, behielt er die Führung vor Hamilton, nachdem dieser eine Runde später an der Box war.
In den nächsten Runden holte Hamilton etwas auf Rosberg auf und lag am DRS-Messpunkt mehrfach weniger als eine Sekunde hinter Rosberg. In der 25. Runde verbremste sich Rosberg vor der letzten Kurve und fuhr geradeaus durch den Notausgang. Damit vergrößerte er seinen Vorsprung auf Hamilton auf rund 1,5 Sekunden, außerdem war dies zu diesem Zeitpunkt die schnellste Runde des Rennens. Der Vorfall wurde von der Rennleitung untersucht, es gab jedoch keine Strafe. Kurz zuvor waren Maldonado und Kobayashi ausgefallen.
In der 38. Runde fiel bei beiden Mercedes-Piloten, die mit großem Vorsprung vorne lagen, das ERS-K aus, sodass ihre Rundenzeiten um rund drei Sekunden pro Runde anstiegen. Da die Ingenieure des Teams keine Möglichkeit fanden, das Problem zu beheben, änderten beide Mercedes-Piloten ihre Taktik und holten sich an der Boxengasse noch einmal frische Reifen, um sich auf der Strecke besser gegen die nun deutlich schnelleren Verfolger verteidigen zu können. Dabei fielen beide Fahrer hinter Massa zurück, der erst einmal an der Box gewesen war. Hamilton ging dabei an Rosberg vorbei. In der 46. und 47. Runde verbremste sich Hamilton mehrfach, außerdem war eine Rauchentwicklung an seinem rechten Hinterrad zu erkennen. Er gab kurz darauf mit einem Bremsdefekt auf. Der Defekt war eine Folge des fehlenden ERS-K, da die Bremsen nach dem Ausfall stärker belastet wurden, sowie des direkten Fahrens hinter Konkurrenten. Eine Runde später schied auch Kwjat mit einem technischen Problem aus.
Nachdem Massa an der Box war, führte Rosberg vor Pérez, der auf einer Ein-Stopp-Strategie unterwegs war, Ricciardo und Vettel. Die ersten vier Fahrer lagen innerhalb von zwei Sekunden. Rosberg konnte seine Führung aufgrund der frischeren Reifen bis zum DRS-Messpunkt immer auf rund 1,5 Sekunden ausbauen, so dass Pérez auf den beiden langen Geraden trotz der fehlenden Leistung des ERS-K von Rosberg nicht genügend aufholen konnte, um Rosberg anzugreifen. Massa fuhr in der Zwischenzeit die schnellsten Runden und überholte mehrere Piloten, sodass er sich schließlich dem Führungsquartett anschloss und die ersten fünf Fahrzeuge innerhalb von zwei Sekunden lagen.
Pérez bekam Bremsprobleme, verlor zunächst den Anschluss an Rosberg und wurde kurz darauf von Ricciardo überholt. Ricciardo ging drei Runden vor Schluss auch an Rosberg vorbei und übernahm zum ersten Mal in seiner Karriere die Führung bei einem Formel-1-Rennen. In der vorletzten Runde ging Vettel an Pérez vorbei auf die dritte Position. In der letzten Runde gab es auf der Start-Ziel-Geraden eine Kollision zwischen Pérez und Massa, in die beinahe auch noch Vettel involviert gewesen wäre. Massa lief mit deutlichem Geschwindigkeitsüberschuss auf Pérez auf und wollte ihn auf der Innenbahn überholen, als es zu einer Berührung von Massas rechtem Vorderrad und Pérez’ linkem Hinterrad kam. Beide Fahrzeuge schlugen heftig in die Reifenstapel ein und wurden erheblich beschädigt, die Piloten blieben unverletzt. Das Rennen wurde hinter dem Safety-Car beendet. Die Rennkommissare gaben Pérez die Schuld für den Unfall und bestraften ihn nach dem Rennen mit einer Startplatzstrafe in Höhe von fünf Startplätzen beim nächsten Grand Prix.
Ricciardo erzielte somit seinen ersten Formel-1-Sieg vor Rosberg und Vettel. Button wurde Vierter, Nico Hülkenberg Fünfter. Alonso, Bottas, Vergne, Magnussen und Räikkönen komplettierten die Top 10. Nur elf der 22 gestarteten Fahrer erreichten das Ziel.
In der Fahrerweltmeisterschaft baute Rosberg seinen Vorsprung auf Hamilton aus. Ricciardo übernahm die dritte Position. Bei den Konstrukteuren blieben die ersten drei Positionen unverändert, Red Bull verkürzte den Abstand auf Mercedes ein wenig.

## Meldeliste
| Team                          | Nr. | Fahrer            | Chassis                | Motor                 | Reifen |
| ----------------------------- | --- | ----------------- | ---------------------- | --------------------- | ------ |
| Infiniti Red Bull Racing      | 01  | Sebastian Vettel  | Red Bull RB10          | Renault 1.6 V6T       | P      |
| Infiniti Red Bull Racing      | 03  | Daniel Ricciardo  | Red Bull RB10          | Renault 1.6 V6T       | P      |
| Marussia F1 Team              | 04  | Max Chilton       | Marussia MR03          | Ferrari 1.6 V6T       | P      |
| Marussia F1 Team              | 17  | Jules Bianchi     | Marussia MR03          | Ferrari 1.6 V6T       | P      |
| Mercedes AMG Petronas F1 Team | 06  | Nico Rosberg      | Mercedes F1 W05 Hybrid | Mercedes-Benz 1.6 V6T | P      |
| Mercedes AMG Petronas F1 Team | 44  | Lewis Hamilton    | Mercedes F1 W05 Hybrid | Mercedes-Benz 1.6 V6T | P      |
| Scuderia Ferrari              | 07  | Kimi Räikkönen    | Ferrari F14 T          | Ferrari 1.6 V6T       | P      |
| Scuderia Ferrari              | 14  | Fernando Alonso   | Ferrari F14 T          | Ferrari 1.6 V6T       | P      |
| Lotus F1 Team                 | 08  | Romain Grosjean   | Lotus E22              | Renault 1.6 V6T       | P      |
| Lotus F1 Team                 | 13  | Pastor Maldonado  | Lotus E22              | Renault 1.6 V6T       | P      |
| Caterham F1 Team              | 09  | Marcus Ericsson   | Caterham CT05          | Renault 1.6 V6T       | P      |
| Caterham F1 Team              | 10  | Kamui Kobayashi   | Caterham CT05          | Renault 1.6 V6T       | P      |
| Caterham F1 Team              | 45  | Alexander Rossi   | Caterham CT05          | Renault 1.6 V6T       | P      |
| Sahara Force India F1 Team    | 11  | Sergio Pérez      | Force India VJM07      | Mercedes-Benz 1.6 V6T | P      |
| Sahara Force India F1 Team    | 27  | Nico Hülkenberg   | Force India VJM07      | Mercedes-Benz 1.6 V6T | P      |
| Williams Martini Racing       | 19  | Felipe Massa      | Williams FW36          | Mercedes-Benz 1.6 V6T | P      |
| Williams Martini Racing       | 77  | Valtteri Bottas   | Williams FW36          | Mercedes-Benz 1.6 V6T | P      |
| McLaren Mercedes              | 20  | Kevin Magnussen   | McLaren MP4-29         | Mercedes-Benz 1.6 V6T | P      |
| McLaren Mercedes              | 22  | Jenson Button     | McLaren MP4-29         | Mercedes-Benz 1.6 V6T | P      |
| Sauber F1 Team                | 21  | Esteban Gutiérrez | Sauber C33             | Ferrari 1.6 V6T       | P      |
| Sauber F1 Team                | 99  | Adrian Sutil      | Sauber C33             | Ferrari 1.6 V6T       | P      |
| Scuderia Toro Rosso           | 25  | Jean-Éric Vergne  | Toro Rosso STR9        | Renault 1.6 V6T       | P      |
| Scuderia Toro Rosso           | 26  | Daniil Kwjat      | Toro Rosso STR9        | Renault 1.6 V6T       | P      |

Anmerkungen
1. 1 2  Der Caterham mit der Nummer 45 wurde im ersten freien Training für Rossi eingesetzt. Kobayashi übernahm das Fahrzeug anschließend für das restliche Rennwochenende mit seiner Startnummer 10.

## Klassifikationen

### Qualifying
| Pos.                                                                      | Fahrer            | Konstrukteur         | Q1         | Q2       | Q3       | Start |
| ------------------------------------------------------------------------- | ----------------- | -------------------- | ---------- | -------- | -------- | ----- |
| 01                                                                        | Nico Rosberg      | Mercedes             | 1:16,471   | 1:15,289 | 1:14,874 | 01    |
| 02                                                                        | Lewis Hamilton    | Mercedes             | 1:15,750   | 1:15,054 | 1:14,953 | 02    |
| 03                                                                        | Sebastian Vettel  | Red Bull-Renault     | 1:17,470   | 1:16,109 | 1:15,548 | 03    |
| 04                                                                        | Valtteri Bottas   | Williams-Mercedes    | 1:16,772   | 1:15,806 | 1:15,550 | 04    |
| 05                                                                        | Felipe Massa      | Williams-Mercedes    | 1:16,666   | 1:15,773 | 1:15,578 | 05    |
| 06                                                                        | Daniel Ricciardo  | Red Bull-Renault     | 1:17,113   | 1:15,897 | 1:15,589 | 06    |
| 07                                                                        | Fernando Alonso   | Ferrari              | 1:17,010   | 1:16,131 | 1:15,814 | 07    |
| 08                                                                        | Jean-Éric Vergne  | Toro Rosso-Renault   | 1:17,178   | 1:16,255 | 1:16,162 | 08    |
| 09                                                                        | Jenson Button     | McLaren-Mercedes     | 1:16,631   | 1:16,214 | 1:16,182 | 09    |
| 10                                                                        | Kimi Räikkönen    | Ferrari              | 1:17,013   | 1:16,245 | 1:16,214 | 10    |
| 11                                                                        | Nico Hülkenberg   | Force India-Mercedes | 1:16,897   | 1:16,300 | –        | 11    |
| 12                                                                        | Kevin Magnussen   | McLaren-Mercedes     | 1:16,446   | 1:16,310 | –        | 12    |
| 13                                                                        | Sergio Pérez      | Force India-Mercedes | 1:18,235   | 1:16,472 | –        | 13    |
| 14                                                                        | Romain Grosjean   | Lotus-Renault        | 1:17,732   | 1:16,687 | –        | 14    |
| 15                                                                        | Daniil Kwjat      | Toro Rosso-Renault   | 1:16,938   | 1:16,713 | –        | 15    |
| 16                                                                        | Adrian Sutil      | Sauber-Ferrari       | 1:17,519   | 1:17,314 | –        | 16    |
| 17                                                                        | Pastor Maldonado  | Lotus-Renault        | 1:18,328   | –        | –        | 17    |
| 18                                                                        | Max Chilton       | Marussia-Ferrari     | 1:18,348   | –        | –        | 18    |
| 19                                                                        | Jules Bianchi     | Marussia-Ferrari     | 1:18,359   | –        | –        | 19    |
| 20                                                                        | Kamui Kobayashi   | Caterham-Renault     | 1:19,278   | –        | –        | 21    |
| 21                                                                        | Marcus Ericsson   | Caterham-Renault     | 1:19,820   | –        | –        | 20    |
| 107-Prozent-Zeit: 1:21,052 min (bezogen auf Q1-Bestzeit von 1:15,750 min) |                   |                      |            |          |          |       |
| DNQ                                                                       | Esteban Gutiérrez | Sauber-Ferrari       | keine Zeit | –        | –        | Box   |

Anmerkungen
1. ↑  Kobayashi wurde wegen eines vorzeitigen Getriebewechsels um fünf Positionen nach hinten versetzt.
2. ↑  Gutiérrez musste aus der Boxengasse starten, da an seinem Wagen Teile ausgetauscht wurden, als er unter Parc-fermé-Bedingungen stand.

### Rennen
| Pos. | Fahrer            | Konstrukteur         | Runden | Stopps | Zeit        | Start | Schnellste Runde |
| ---- | ----------------- | -------------------- | ------ | ------ | ----------- | ----- | ---------------- |
| 01   | Daniel Ricciardo  | Red Bull-Renault     | 70     | 2      | 1:39:12,830 | 06    | 1:18,640 (68.)   |
| 02   | Nico Rosberg      | Mercedes             | 70     | 2      | + 4,236     | 01    | 1:18,881 (33.)   |
| 03   | Sebastian Vettel  | Red Bull-Renault     | 70     | 2      | + 5,247     | 03    | 1:19,171 (48.)   |
| 04   | Jenson Button     | McLaren-Mercedes     | 70     | 2      | + 11,755    | 09    | 1:18,759 (64.)   |
| 05   | Nico Hülkenberg   | Force India-Mercedes | 70     | 1      | + 12,843    | 11    | 1:18,936 (64.)   |
| 06   | Fernando Alonso   | Ferrari              | 70     | 2      | + 14,869    | 07    | 1:18,614 (64.)   |
| 07   | Valtteri Bottas   | Williams-Mercedes    | 70     | 2      | + 23,578    | 04    | 1:19,321 (52.)   |
| 08   | Jean-Éric Vergne  | Toro Rosso-Renault   | 70     | 2      | + 28,026    | 08    | 1:19,399 (56.)   |
| 09   | Kevin Magnussen   | McLaren-Mercedes     | 70     | 2      | + 29,254    | 12    | 1:18,819 (56.)   |
| 10   | Kimi Räikkönen    | Ferrari              | 70     | 2      | + 53,678    | 10    | 1:18,529 (68.)   |
| 11   | Sergio Pérez      | Force India-Mercedes | 69     | 1      | DNF         | 13    | 1:19,491 (63.)   |
| 12   | Felipe Massa      | Williams-Mercedes    | 69     | 2      | DNF         | 05    | 1:18,504 (58.)   |
| 13   | Adrian Sutil      | Sauber-Ferrari       | 69     | 2      | + 1 Runde   | 16    | 1:20,226 (66.)   |
| 14   | Esteban Gutiérrez | Sauber-Ferrari       | 64     | 3      | DNF         | Box   | 1:20,112 (51.)   |
| –    | Romain Grosjean   | Lotus-Renault        | 59     | 2      | DNF         | 14    | 1:19,650 (54.)   |
| –    | Daniil Kwjat      | Toro Rosso-Renault   | 47     | 2      | DNF         | 15    | 1:19,978 (43.)   |
| –    | Lewis Hamilton    | Mercedes             | 46     | 2      | DNF         | 02    | 1:18,942 (24.)   |
| –    | Kamui Kobayashi   | Caterham-Renault     | 23     | 2      | DNF         | 21    | 1:23,130 (20.)   |
| –    | Pastor Maldonado  | Lotus-Renault        | 21     | 2      | DNF         | 17    | 1:21,514 (21.)   |
| –    | Marcus Ericsson   | Caterham-Renault     | 7      | 2      | DNF         | 20    | 1:51,041 (07.)   |
| –    | Max Chilton       | Marussia-Ferrari     | 0      | 2      | DNF         | 18    | –                |
| –    | Jules Bianchi     | Marussia-Ferrari     | 0      | 2      | DNF         | 19    | –                |

## WM-Stände nach dem Rennen
Die ersten zehn des Rennens bekamen 25, 18, 15, 12, 10, 8, 6, 4, 2 bzw. 1 Punkt(e).

### Fahrerwertung
| Pos. | Fahrer           | Konstrukteur         | Punkte |
| ---- | ---------------- | -------------------- | ------ |
| 01   | Nico Rosberg     | Mercedes             | 140    |
| 02   | Lewis Hamilton   | Mercedes             | 118    |
| 03   | Daniel Ricciardo | Red Bull-Renault     | 79     |
| 04   | Fernando Alonso  | Ferrari              | 69     |
| 05   | Sebastian Vettel | Red Bull-Renault     | 60     |
| 06   | Nico Hülkenberg  | Force India-Mercedes | 57     |
| 07   | Jenson Button    | McLaren-Mercedes     | 43     |
| 08   | Valtteri Bottas  | Williams-Mercedes    | 40     |
| 09   | Kevin Magnussen  | McLaren-Mercedes     | 23     |
| 10   | Sergio Pérez     | Force India-Mercedes | 20     |
| 11   | Felipe Massa     | Williams-Mercedes    | 18     |

| Pos. | Fahrer            | Konstrukteur       | Punkte |
| ---- | ----------------- | ------------------ | ------ |
| 12   | Kimi Räikkönen    | Ferrari            | 18     |
| 13   | Romain Grosjean   | Lotus-Renault      | 8      |
| 14   | Jean-Éric Vergne  | Toro Rosso-Renault | 8      |
| 15   | Daniil Kwjat      | Toro Rosso-Renault | 4      |
| 16   | Jules Bianchi     | Marussia-Ferrari   | 2      |
| 17   | Adrian Sutil      | Sauber-Ferrari     | 0      |
| 18   | Marcus Ericsson   | Caterham-Renault   | 0      |
| 19   | Esteban Gutiérrez | Sauber-Ferrari     | 0      |
| 20   | Max Chilton       | Marussia-Ferrari   | 0      |
| 21   | Kamui Kobayashi   | Caterham-Renault   | 0      |
| 22   | Pastor Maldonado  | Lotus-Renault      | 0      |

### Konstrukteurswertung
| Pos. | Konstrukteur         | Punkte |
| ---- | -------------------- | ------ |
| 01   | Mercedes             | 258    |
| 02   | Red Bull-Renault     | 139    |
| 03   | Ferrari              | 87     |
| 04   | Force India-Mercedes | 77     |
| 05   | McLaren-Mercedes     | 66     |
| 06   | Williams-Mercedes    | 58     |

| Pos. | Konstrukteur       | Punkte |
| ---- | ------------------ | ------ |
| 07   | Toro Rosso-Renault | 12     |
| 08   | Lotus-Renault      | 8      |
| 09   | Marussia-Ferrari   | 2      |
| 10   | Sauber-Ferrari     | 0      |
| 11   | Caterham-Renault   | 0      |